# درياس الأصغر

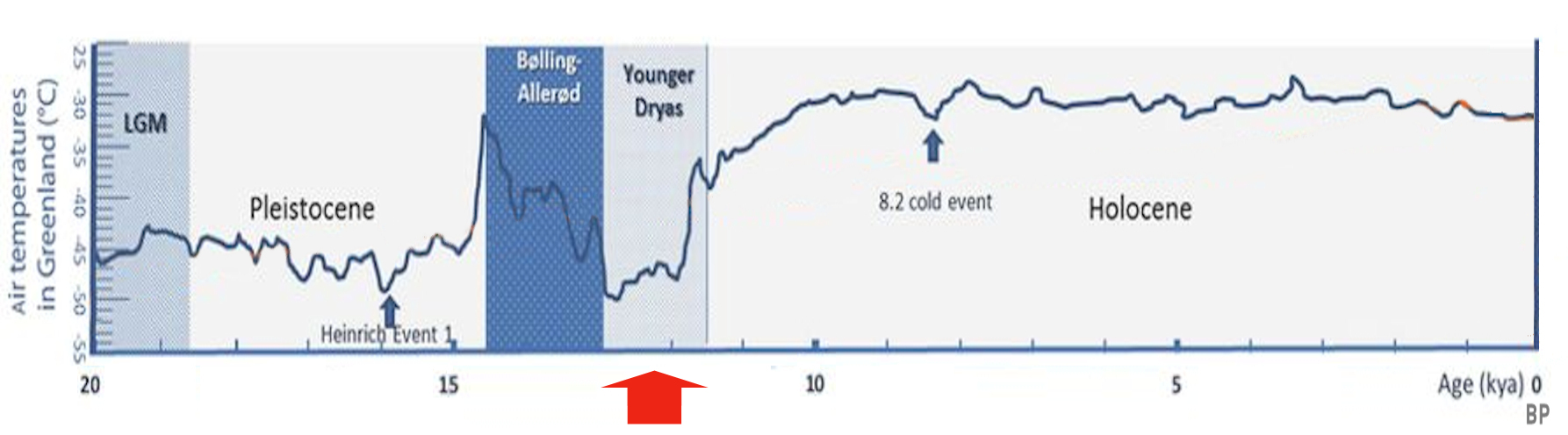
تطور درجات الحرارة في فترة ما بعد العصر الجليدي، بعد الحد الأقصى للجليد الأخير (LGM)، والتي تظهر درجات حرارة منخفضة جدًا في معظم أنحاء يونغ درياس، ثم ترتفع بسرعة بعد ذلك لتصل إلى مستوى الهولوسين الدافئ، استنادًا إلى نوى الجليد في جرينلاند.

كان درياس الأصغر سنًا (منذ حوالي 11700 إلى 12900 سنة قبل الميلاد) بمثابة عودة إلى الظروف الجليدية بعد أواخر الجليدية البينية، والتي عكست مؤقتًا الاحترار المناخي التدريجي بعد أن بدأ العصر الجليدي الأخير الأقصى (LGM) في الانحسار حوالي 20000 برميل في اليوم. سُمّيت على اسم جنس مؤشر، كزهرة التندرا الألبية البرية (درياس الأخطبوط)، حيث تتوافر أوراقها أحيانًا بكثرة في الرواسب الجليدية المتأخرة، وغالبًا ما تكون غنية بالتعدين، مثل رواسب بحيرة الدول الاسكندنافية.
اكتُشِف دليل مادي على حدوث انخفاض حاد في درجة الحرارة في معظم أنحاء نصف الكرة الشمالي من خلال الأبحاث الجيولوجية. حدث هذا التغير في درجة الحرارة في نهاية ما تشير إليه علوم الأرض بعصر البليستوسين وقبل عصر الهولوسين الحالي الأكثر دفئًا مباشرة. في علم الآثار، فيتزامن هذا الإطار الزمني مع المراحل الأخيرة من العصر الحجري القديم الأعلى في العديد من المناطق. كان درياس الأصغر هو الأحدث والأطول من بين عدة انقطاعات للاحترار التدريجي لمناخ الأرض منذ LGM الشديدة، حوالي 27000 إلى 24000 سنة قبل الميلاد. كان التغيير مفاجئًا نسبيًا، حيث حدث منذ عقود، وأدى إلى انخفاض درجات الحرارة في جرينلاند بمقدار 4 إلى 10 درجات مئوية (7.2 إلى 18 درجة فهرنهايت)، وتطور الأنهار الجليدية وظروف الجفاف في كثير من المناطق المعتدلة في نصف الكرة الشمالي. يُعتقد أنه نتج عن انخفاض في قوة دوران المحيط الأطلسي الانقلابي، والذي ينقل المياه الدافئة من خط الاستواء نحو القطب الشمالي، ويعتقد بدوره أنه نتج عن تدفق المياه العذبة والباردة من أمريكا الشمالية إلى المحيط الأطلسي.
كانت فترة درياس الأصغر فترة تغير مناخي، لكن التأثيرات كانت معقدة ومتغيرة. حيث حدث ارتفاع طفيف في درجات الحرارة في نصف الكرة الجنوبي وبعض مناطق نصف الكرة الشمالي، مثل جنوب شرق أمريكا الشمالية.

## الوصف العام والسياق

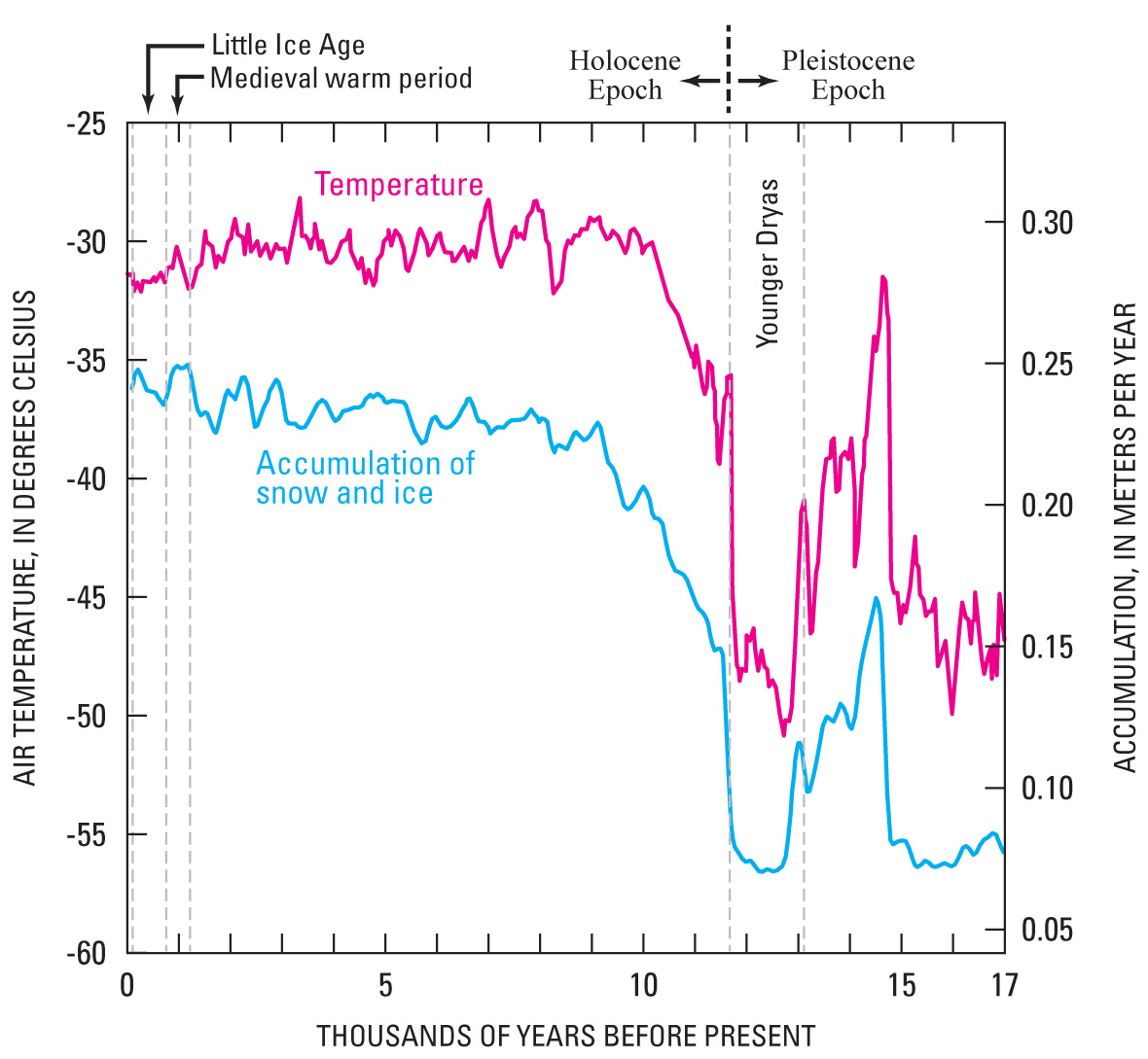
تُظهر هذه الصورة تغيرات في درجة الحرارة، تم تحديدها كدرجات حرارة بديلة، مأخوذة من المنطقة الوسطى من الغطاء الجليدي في جرينلاند خلال أواخر العصر الجليدي وبداية الهولوسين.

إن وجود فترة باردة مميزة في نهاية فترة LGM معروف منذ فترة طويلة. تعرفت الدراسات القديمة والطبقية الحجرية لمواقع المستنقعات والبحيرات السويدية والدنماركية، كما هو الحال في حفرة الطين أليرود في الدنمارك، لأول مرة ووصفت يونغ درياس.
درياس الأصغر هو الأصغر والأطول من بين الملاعب الثلاثة، والتي نتجت عن التغيرات المناخية المفاجئة التي حدثت على مدار الـ 16000 عام الماضية. ضمن تصنيف بليث سيرناندر للمراحل المناخية لأوروبا الشمالية، تشير البادئة «الأصغر» إلى الاعتراف بأن فترة «درياس» الأصلية هذه قد سبقتها مرحلة أكثر دفئًا، تذبذب أليرود والذي بدوره سبقه درياس الأقدم، حوالي 14000 سنة تقويمية. هذا ليس مؤرخًا بشكل آمن، وتتفاوت التقديرات بمقدار 400 عام، ولكن من المقبول عمومًا أنه استمر حوالي 200 عام. في شمال اسكتلندا، كانت الأنهار الجليدية أكثر سمكًا واتساعًا مما كانت عليه خلال درياس الأصغر. وسبق درياس الأقدم بدوره في مرحلة أخرى أكثر دفئًا، يُعرف غالبًا باسم أقدم درياس. حدثت أقدم درياس حوالي 1770 سنة تقويمية قبل درياس الأصغر واستمرت حوالي 400 سنة تقويمية. وفقًا لنواة الجليد GISP2 من جرينلاند، حدثت أقدم درياس بين حوالي 14670 و 15,070 عامًا تقويميًا قبل الميلاد.

## تغير المناخ المفاجئ

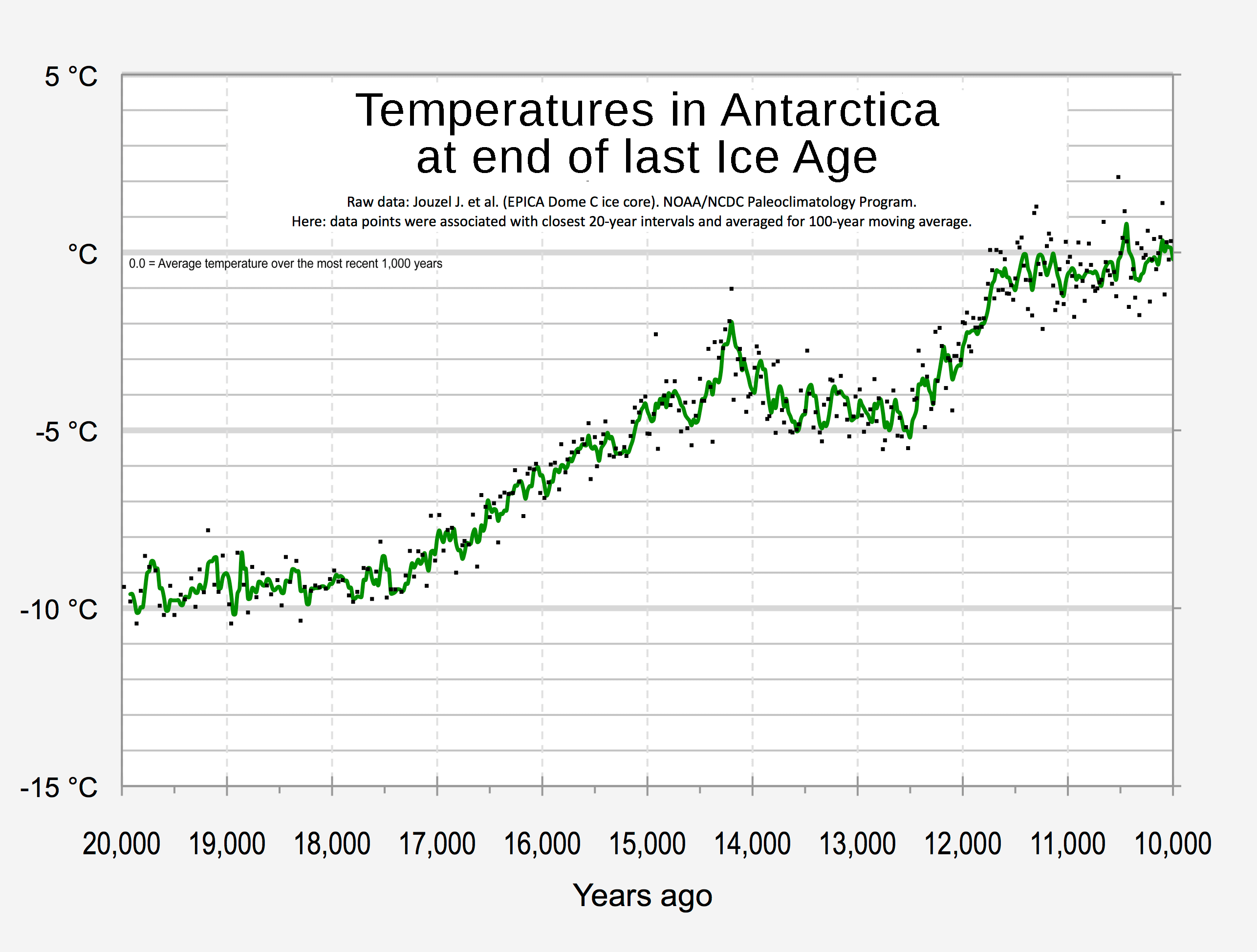
درجات الحرارة مشتقة من قلب الجليد EPICA Dome C في القارة القطبية الجنوبية.

منذ عام 1916 تم صقل التقنيات التحليلية لحبوب اللقاح، أيقن علماء الحفريات أن يونغ درياس كانت فترة مميزة للتغير النباتي في أجزاء كبيرة من أوروبا حيث كان الغطاء النباتي للمناخ الأكثر دفئًا. تم استبداله بمناخ بارد بشكل عام، وهو يعاقب النبات الجليدي الذي غالبًا ما يحتوي على درياس الأخطبوط. عادة ما يتم تفسير التغيير الجذري في الغطاء النباتي على أنه نتيجة للانخفاض المفاجئ في درجة الحرارة (السنوية)، وهو أمر غير مواتٍ للنباتات الحرجية التي كانت تنتشر شمالًا بسرعة. لم يؤد التبريد إلى التوسع في النباتات التي تتحمل البرد وتحتاج إلى الضوء وما يرتبط بها من حيوانات في السهوب فحسب، بل أدى أيضًا إلى حدوث تقدم إقليمي في الأنهار الجليدية في الدول الاسكندنافية وخفض خط الجليد الإقليمي.
التغيير في الظروف الجليدية في بداية يونغ درياس في خطوط العرض العليا من نصف الكرة الشمالي، بين 11500 و 12900 سنة تقويمية قبل الميلاد، قيل إنه كان مفاجئًا تمامًا. إنه في تناقض حاد مع ارتفاع درجة حرارة المنطقة السابقة بين درياس القديمة. تم الاستدلال على أن نهايتها حدثت على مدى عقد من الزمان أو نحو ذلك، ولكن ربما كانت البداية أسرع. تشير بيانات نظائر النيتروجين والأرجون المجزأة حرارياً من لب الجليد في جرينلاند GISP2 إلى أن قمته كانت حوالي 15 درجة مئوية (27 درجة فهرنهايت) أكثر برودة خلال يونغ درياس مما هو عليه اليوم.
في بريطانيا العظمى، تشير أدلة أحافير الخنفساء إلى أن متوسط درجة الحرارة السنوية انخفض إلى -5 درجات مئوية (23 درجة فهرنهايت)، وسادت الظروف المحيطة بالجليد في مناطق الأراضي المنخفضة، وتشكلت الحقول الجليدية والأنهار الجليدية في المناطق المرتفعة. كما أنه لم يتم اختبار أي شيء من حجم الفترة أو مدى أو سرعة تغير المناخ المفاجئ منذ نهايتها.
بالإضافة إلى درياس الأصغر والأقدم، فقد حدثت فترة قرن من المناخ الأكثر برودة، على غرار أصغر درياس في مفاجأة، داخل كل من تذبذب بولينج وتذبذب أليرود بين المناطق. تُعرف الفترة الباردة التي حدثت خلال تذبذب بولنغ بفترة البرد البينية، وتعرف الفترة الباردة التي حدثت خلال تذبذب أليرود باسم فترة البرد البينية. كلتا الفترتين الباردة قابلة للمقارنة من حيث المدة والشدة مع درياس الأقدم وبدأت وانتهت فجأة. تم التعرف على فترات البرد بالتسلسل والحجم النسبي في سجلات المناخ القديم من نوى الجليد في جرينلاند، ورواسب البحيرات الأوروبية، ورواسب المحيط الأطلسي، وحوض كاريكو، فنزويلا.
تم الإبلاغ عن أمثلة للأحداث القديمة الشبيهة بالأحداث الأصغر سنًا من النهايات (تسمى النهايات) للفترات الجليدية الأقدم. تعتبر الدهون الحساسة للحرارة، والألكينونات طويلة السلسلة، الموجودة في الرواسب البحرية والبحيرات، مقياسًا قويًا للحرارة لإعادة البناء الكمي للمناخات القارية الماضية. وجد تطبيق مقاييس حرارة الألكينون على عمليات إعادة بناء درجات الحرارة القديمة عالية الدقة للنهايات الجليدية الأقدم أن تذبذبات مناخية قديمة شبيهة بدرياس كانت متشابهة جدًا أثناء الإنهاء الثاني والرابع. إذا كان الأمر كذلك، فإن درياس الأصغر ليس الحدث المناخي القديم الفريد، من حيث الحجم والمدى والسرعة، كما يُنظر إليه غالبًا. علاوة على ذلك، أفاد علماء المناخ القديم وعلماء الجيولوجيا الرباعية بالعثور على ما وصفوه بأحداث يونغ درياس المعبر عنها جيدًا في الصين δ18 سجلات O من الإنهاء الثالث في الصواعد من الكهوف المرتفعة في منطقة شينونججيا، مقاطعة هوبي، الصين. تُظهر سجلات المناخ القديم المختلفة من عينات الجليد، ورواسب أعماق البحار، وبيانات النباتات القديمة القارية، واللوس أحداث مناخية مفاجئة مماثلة، والتي تتوافق مع أحداث درياس الأصغر، أثناء إنهاء الفترات الجليدية الأربعة الأخيرة. يجادلون بأن أحداث يونغ درياس قد تكون سمة جوهرية من الانحرافات التي تحدث في نهاية الفترات الجليدية.

## التوقيت
توفر تحليلات النظائر المستقرة المأخوذة من قلب جليد جرينلاند تقديرات لبداية ونهاية درياس الأصغر. قدّر تحليل عينات اللب الجليدي لقمة جرينلاند، كجزء من مشروع الصفيحة الجليدية في جرينلاند -2 ومشروع جرينلاند آيسكور، أن درياس الأصغر بدأ حوالي 12800 سنة جليدية (تقويمية) سنة بي بي. اعتمادًا على تحليل اللب الجليدي المحدد الذي تمت استشارته، يُقدر أن يونغ درياس قد استمرت من 1150 إلى 1300 سنة. تشير قياسات نظائر الأكسجين من لب الجليد GISP2 إلى أن نهاية درياس الأصغر حدثت على مدى 40 إلى 50 عامًا فقط في ثلاث خطوات منفصلة، كل منها لمدة خمس سنوات. تشير البيانات الوسيطة الأخرى، مثل تركيز الغبار وتراكم الثلج، إلى انتقال أسرع، والذي يتطلب حوالي 7 درجات مئوية (13 درجة فهرنهايت) من الاحترار في غضون بضع سنوات فقط. كان الاحترار الإجمالي في جرينلاند 10 ± 4 درجات مئوية (18 ± 7 درجة فهرنهايت).
تم تأريخ نهاية درياس الأصغر إلى حوالي 11,550 عامًا، وتحدث عند 10000 BP (سنة الكربون المشع غير المعايرة)، «هضبة الكربون المشع» من خلال مجموعة متنوعة من الطرق، معظمها مع نتائج متسقة:
| السنة           | المكان                                 |
| --------------- | -------------------------------------- |
| 11500 ± 50      | GRIP جوهر الجليد، جرينلاند             |
| 11530 + 40 − 60 | بحيرة كراكنيس، غرب النرويج             |
| 11570           | قلب حوض كارياكو، فنزويلا               |
| 11570           | علم تأريخ شجر البلوط والصنوبر الألماني |
| 11640 ± 280     | قلب الجليد GISP2، جرينلاند             |

وضعت اللجنة الدولية لطبقات الأرض بداية مرحلة جرينلاند، وضمنيًا نهاية يونغ درياس، في 11700 عام قبل عام 2000.
على الرغم من أن بداية درياس الأقدم تعتبر متزامنة عبر منطقة شمال المحيط الأطلسي، إلا أن الأبحاث الحديثة خلصت إلى أن بداية درياس الأقدم قد تكون تجاوزًا للوقت حتى داخلها. بعد فحص تسلسلات فارف المرققة، وجد موستشيتلو وولفارث أن التغييرات البيئية التي تحدد بداية أصغر درياس غير متزامنة في وقت حدوثها وفقًا لخط العرض. وفقًا للتغييرات، نشأت أصناف «الأصغر درياس» منذ حوالي 12900 - 13100 سنة تقويمية على طول خط العرض 56-54 درجة شمالًا. إلى الشمال، وجدوا أن التغييرات حدثت منذ ما يقرب من 12600-12750 سنة تقويمية.
وفقًا لتحليلات الرواسب المتنوعة من بحيرة السقف يبدأ بالتحطيم باليابان، وسجلات البيئة القديمة الأخرى من آسيا، حدث تأخير كبير في بداية ونهاية درياس الأصغر بين آسيا وشمال المحيط الأطلسي. على سبيل المثال، وجد التحليل البيئي القديم لنوى الرواسب من بحيرة السقف يبدأ بالتحطيم في اليابان انخفاض درجة حرارة درياس الأصغر بمقدار 2-4 درجة مئوية بين 12300 و 11,250 سنة (تقويمية)، بدلاً من حوالي 12900 سنة تقويمية في منطقة شمال المحيط الأطلسي.
في المقابل، حدث التحول المفاجئ في إشارة الكربون المشع من تواريخ الكربون المشع الظاهرة 11000 سنة من الكربون المشع إلى تواريخ الكربون المشع 10.700-10.600 سنة الكربون المشع BP في الحفريات الأرضية الكبيرة وحلقات الأشجار في أوروبا على مدى 50 عامًا حدث في نفس الوقت في فارف رواسب بحيرة السقف يبدأ بالتحطم. ومع ذلك، فإن هذا التحول نفسه في إشارة الكربون المشع يسبق بداية درياس الأصغر في بحيرة السقف يبدأ بالتحطيم ببضع مئات من السنين. تؤكد تفسيرات البيانات من الصينيين أيضًا أن يونغ درياس شرق آسيا يتخلف عن تبريد شمال الأطلسي الأصغر بما لا يقل عن 200 إلى 300 عام. على الرغم من أن تفسير البيانات أكثر غموضًا وغموضًا، فمن المحتمل أن تكون نهاية يونغر درياس وبداية الاحترار الهولوسيني قد تأخرت بالمثل في اليابان وأجزاء أخرى من شرق آسيا.
وبالمثل، وجد تحليل لصواعد نامية من كهف في منتزه بويرتو برينسيسا الجوفي الوطني، بالاوان بالفلبين، أن ظهور يونغر درياس قد تأخر هناك أيضًا. وتشير البيانات الوسيطة المسجلة في الصواعد إلى أن أكثر من 550 سنة تقويمية كانت هناك حاجة لظروف جفاف درياس الأصغر لتصل إلى أقصى حد لها في المنطقة وحوالي 450 سنة تقويمية للعودة إلى مستويات ما قبل الصغر في درياس بعد انتهائها.

## التأثيرات العالمية
في أوروبا الغربية وغرينلاند، يعتبر درياس الأصغر فترة تبريد متزامنة محددة جيدًا. فيبدو أن انعكاس البرد في القطب الجنوبي قد بدأ قبل ألف سنة من يونغر درياس وليس له بداية أو نهاية محددة بوضوح؛ جادل بيتر هويبرز بأن هناك ثقة عادلة في غياب درياس الأصغر في أنتاركتيكا، نيوزيلندا التوقيت من النظير الاستوائي لـ درياس الأصغر، من الصعب تحديد انعكاس مناخ الانحطاط (DCR) نظرًا لأن السجلات الأساسية للجليد في خطوط العرض المنخفضة تفتقر عمومًا إلى التأريخ المستقل على مدار الفاصل الزمني. ومثال على ذلك هو قلب جليد سجاما (بوليفيا)، والذي تم تثبيت توقيت DCR على السجل الجليدي GISP2 (وسط جرينلاند). ومع ذلك، كان التغير المناخي في جبال الأنديز الوسطى خلال DCR كبيرًا وكان يتسم بالتحول إلى ظروف أكثر رطوبة ومن المحتمل أن تكون أكثر برودة. يشير حجم واندفاع التغييرات إلى أن مناخ خطوط العرض المنخفضة لم يستجيب بشكل سلبي خلال YD / DCR.
كانت تأثيرات يونغ درياس متفاوتة الشدة في جميع أنحاء أمريكا الشمالية. حدث هذا التبريد الأصغر لدرياس في شمال غرب المحيط الهادئ، حيث قدمت سبيلوثمس من النصب التذكاري الوطني لكهوف أوريغون والمحمية في جبال كلاماث بجنوب ولاية أوريغون دليلاً على التبريد المناخي المعاصر لجبال درياس الأصغر.
تشمل الميزات الأخرى ما يلي:
- استبدال الغابات في الدول الاسكندنافية بالتندرا الجليدية (موطن نبات درياس أوكتوبيتالا).
- التجلد أو زيادة الثلوج في سلاسل الجبال حول العالم.
- تكوين طبقات ورواسب اللوس في شمال أوروبا.
- المزيد من الغبار في الغلاف الجوي، ناشئ من الصحاري في آسيا.
- تراجع في الأدلة على المستوطنات الدائمة للصيادين النطوفيين في بلاد الشام، مما يشير إلى العودة إلى أسلوب حياة أكثر حركة.[47]
- انتهاء انعكاس هولمو - ماسكاردي البارد في نصف الكرة الجنوبي في نفس الوقت.
- تراجع ثقافة كلوفيس؛ في حين أنه لم يتم تحديد سبب محدد لانقراض العديد من الأنواع في أمريكا الشمالية مثل الماموث الكولومبي، وكذلك الذئب المدقع، والكاميلوبس، وغيرها من الحيوانات الضخمة في رانشولابرين خلال درياس الأصغر، فقد تم اقتراح تغير المناخ وأنشطة الصيد البشري على أنها العوامل المساهمة. في الآونة الأخيرة، وجد أن هذه الحيوانات الضخمة قد انهارت قبل 1000 عام.[48]

درياس الأصغر هو فترة مهمة لدراسة استجابة الكائنات الحية لتغير المناخ المفاجئ ودراسة كيفية تعامل البشر مع مثل هذه التغيرات السريعة. كان لتأثيرات التبريد المفاجئ في شمال الأطلسي تأثيرات إقليمية قوية في أمريكا الشمالية، حيث شهدت بعض المناطق تغيرات مفاجئة أكثر من غيرها. تم تأكيد تقدم التبريد والجليد المصاحب للانتقال إلى درياس الأصغر بين 13000 و 13300 كالوري من BP مع العديد من تواريخ الكربون المشع من أربعة مواقع في غرب ولاية نيويورك. التقدم مشابه في العمر لحوض غابة اثنان من الجداول في ولاية ويسكونسن.
أثرت تأثيرات تبريد درياس الأصغر على المنطقة التي أصبحت الآن نيو إنجلاند وأجزاء من كندا البحرية بسرعة أكبر من بقية الولايات المتحدة الحالية في بداية ونهاية يونغ درياس كرونوزون. تظهر المؤشرات البديلة أن ظروف درجة الحرارة في الصيف في ولاية ماين انخفضت بما يصل إلى 7.5 درجة مئوية. أدت فصول الصيف الباردة، جنبًا إلى جنب مع فصول الشتاء الباردة وانخفاض هطول الأمطار، إلى ظهور التندرا الخالية من الأشجار حتى بداية عصر الهولوسين، عندما تحولت الغابات الشمالية شمالًا.
خضعت النباتات في جبال الآبالاش الوسطى شرقاً باتجاه المحيط الأطلسي إلى غابات شمالية من خشب التنوب (Picea spp.) وتامراك (Larix laricina) التي تغيرت لاحقًا بسرعة إلى ظروف غابات معتدلة ذات أوراق شجر أكثر اتساعًا في نهاية فترة درياس الأصغر. على العكس من ذلك، تشير أدلة حبوب اللقاح والحفريات الكبيرة من بالقرب من بحيرة أونتاريو إلى أن الغابات الشمالية الباردة استمرت في الهولوسين المبكر. غرب جبال الأبلاش، في وادي نهر أوهايو وجنوبًا لفلوريدا، يبدو أن استجابات الغطاء النباتي غير التناظرية كانت نتيجة للتغيرات المناخية السريعة، لكن المنطقة ظلت باردة بشكل عام، مع سيطرة غابات الخشب الصلب. خلال فترة «يونغ درياس»، كان جنوب شرق الولايات المتحدة أكثر دفئًا ورطوبة مما كانت عليه المنطقة خلال العصر البليستوسيني[بحاجة لمصدر] بسبب الحرارة المحتبسة من منطقة البحر الكاريبي داخل دائري شمال الأطلسي الناجم عن ضعف دوران خط الطول الأطلسي (أموك).

### المركز
أيضًا، حدث تدرج في التأثيرات المتغيرة من منطقة البحيرات الكبرى جنوبًا إلى تكساس ولويزيانا. نقل التأثير المناخي الهواء البارد إلى الجزء الشمالي من الداخل الأمريكي، مثلما فعل في الشمال الشرقي. على الرغم من عدم وجود ترسيم مفاجئ كما هو واضح على الساحل الشرقي، كان الغرب الأوسط أكثر برودة في الداخل الشمالي منه في الجنوب، نحو التأثير المناخي الأكثر دفئًا لخليج المكسيك. في الشمال، عادت طبقة لورنتيد الجليدية إلى التقدم خلال درياس الأصغر، مما أدى إلى ترسيب الركام من بحيرة سوبيريور إلى جنوب شرق كيبيك. على طول الحواف الجنوبية للبحيرات العظمى، انخفض خشب التنوب بسرعة، بينما زاد الصنوبر، وتناقص الغطاء النباتي في البراري بكثرة، لكنه زاد غرب المنطقة.

### جبال صخرية
كانت التأثيرات في منطقة جبال روكي متنوعة. في جبال روكي الشمالية، تشير الزيادة الكبيرة في أشجار الصنوبر والتنوب إلى ظروف أكثر دفئًا من ذي قبل والتحول إلى الحدائق الفرعية في بعض الأماكن. يُفترض أن يكون ذلك نتيجة تحول باتجاه الشمال في التيار النفاث، جنبًا إلى جنب مع زيادة التشمس الصيفي بالإضافة إلى كتلة الثلج الشتوية التي كانت أعلى من اليوم، مع مواسم ربيع مطولة وأكثر رطوبة. كان هناك تقدم طفيف في الأنهار الجليدية في المكان، لا سيما في السلاسل الشمالية، ولكن العديد من المواقع في سلاسل جبال روكي تظهر القليل من التغييرات في الغطاء النباتي خلال درياس الأصغر. تشير الدلائل أيضًا إلى زيادة في هطول الأمطار في نيو مكسيكو بسبب نفس ظروف الخليج التي كانت تؤثر على ولاية تكساس.

### الغرب
شهدت منطقة شمال غرب المحيط الهادئ من 2 إلى 3 درجات مئوية من التبريد وزيادة في هطول الأمطار. تم تسجيل تقدم جليدي جديد في كولومبيا البريطانية وكذلك في سلسلة كاسكيد. تشير الزيادة في حبوب لقاح الصنوبر إلى فصول شتاء أكثر برودة في وسط الشلالات. في شبه الجزيرة الأولمبية، سجل موقع متوسط الارتفاع انخفاضًا في الحرائق، على الرغم من استمرار الغابات وزيادة التعرية خلال درياس الأصغر، مما يشير إلى ظروف باردة ورطبة. تشير سجلات سبيليوثم إلى زيادة في هطول الأمطار في جنوب ولاية أوريغون، ويتزامن توقيتها مع زيادة أحجام البحيرات المتدفقة في شمال الحوض العظيم. يشير سجل حبوب اللقاح من جبال السيسكيو إلى تأخر في توقيت درياس الأصغر، مما يشير إلى تأثير أكبر لظروف المحيط الهادئ الأكثر دفئًا على هذا النطاق، ولكن سجل حبوب اللقاح أقل تقييدًا من الناحية الزمنية من سجل سبيليوثم المذكور أعلاه. يبدو أن الجنوب الغربي قد شهد زيادة في هطول الأمطار أيضًا بمتوسط 2 درجة من التبريد.

### التأثيرات على الزراعة
غالبًا ما يرتبط درياس الأصغر سنا بثورة العصر الحجري الحديث، اعتماد الزراعة في بلاد الشام. يمكن القول إن يونغر درياس الباردة والجافة قللت من القدرة الاستيعابية للمنطقة وأجبرت السكان النطوفيين المستقرين في وقت مبكر على نمط حياة أكثر قدرة على الحركة. يُعتقد أن المزيد من التدهور المناخي قد أدى إلى زراعة الحبوب. في حين يوجد إجماع نسبي حول دور يونغ درياس في أنماط الكفاف المتغيرة خلال العصر النطوفي، فإن ارتباطها ببداية الزراعة في نهاية الفترة لا يزال قيد المناقشة.

### مستوى سطح البحر
بناءً على أدلة جيولوجية صلبة، تتكون إلى حد كبير من تحليل العديد من النوى العميقة من الشعاب المرجانية، تمت إعادة بناء الاختلافات في معدلات ارتفاع مستوى سطح البحر لفترة ما بعد العصر الجليدي. بالنسبة للجزء الأول من ارتفاع مستوى سطح البحر المرتبط بالتحلل، حدثت ثلاث فترات رئيسية من ارتفاع مستوى سطح البحر المتسارع، تسمى نبضات المياه الذائبة. يطلق عليهم عادة نبضة المياه الذائبة 1A0 للنبض بين 19000 و 19500 سنة تقويمية؛ نبضة المياه الذائبة 1A للنبض بين 14300 و 14600 سنة تقويمية ونبض المياه الذائبة 1B للنبض بين 11400 و 11100 سنة تقويمية. حدثت ظاهرة أصغر درياس بعد نبضة المياه الذائبة 1A، بارتفاع 13.5 مترًا على مدار 290 عامًا تقريبًا، وتركزت في حوالي 14200 سنة تقويمية، وقبل نبضة المياه الذائبة 1B، ارتفاع 7.5 مترًا على مدار 160 عامًا تقريبًا، مركزها حوالي 11000 سنة تقويمية. أخيرًا، لم يكتف درياس الأصغر بتأريخ كل من نبضة المياه الذائبة 1A وسابقت كل نبضة المياه الذائبة 1B، بل كانت فترة انخفاض كبير في معدل ارتفاع مستوى سطح البحر بالنسبة للفترات الزمنية التي تسبقها مباشرة وبعدها.
تم الإبلاغ عن أدلة محتملة على حدوث تغيرات قصيرة المدى في مستوى سطح البحر في بداية درياس الأصغر.
أولاً، يشير رسم البيانات بواسطة بارد إلى انخفاض طفيف يصل ل أقل من 6 أمتار، في مستوى سطح البحر بالقرب من بداية درياس الأصغر.
ثاانياً، هناك تغيير مماثل محتمل في معدل تغير ارتفاع مستوى سطح البحر كما هو واضح في البيانات من كل من بربادوس وتاهيتي. بالنظر إلى أن هذا التغيير «ضمن عدم اليقين العام للنهج»، فقد تم الاستنتاج أن ارتفاع مستوى سطح البحر بشكل سلس نسبيًا، مع عدم وجود تسارعات كبيرة، قد حدث في ذلك الوقت. أخيرًا، أفادت الأبحاث التي أجراها لوهي وآخرون في غرب النرويج عن انخفاض مستوى سطح البحر عند 13,640 سنة تقويمية وانتهاك درياس الأصغر اللاحق بدأ في 13080 سنة تقويمية. وخلصوا إلى أن توقيت موقف أليرود المنخفض وما أعقبه من تجاوز كان نتيجة لزيادة التحميل الإقليمي للقشرة، وأن التغييرات الجيودية كانت ناجمة عن توسع الغطاء الجليدي، الذي بدأ في النمو والتقدم في أوائل أليرود حوالي 13600 سنة تقويمية قبل وقت طويل، قبل بداية يونغر درياس.

## الأسباب
النظرية الحالية هي أن درياس الأصغر نتجت عن تخفيض أو إغلاق كبير لـ «ناقل» شمال الأطلسي، الذي يدور المياه الاستوائية الدافئة شمالًا، استجابة لتدفق مفاجئ للمياه العذبة من بحيرة أغاسيز وانحلال الجليدية في أمريكا الشمالية. الدليل الجيولوجي لمثل هذا الحدث ليس آمنًا تمامًا، ولكن العمل الأخير حدد مسارًا على طول نهر ماكنزي من شأنه أن ينسكب المياه العذبة في القطب الشمالي ومن ثم إلى المحيط الأطلسي. عندئذ يكون المناخ العالمي قد أصبح محبوسًا في الحالة الجديدة إلى أن أزال التجميد «غطاء» المياه العذبة من شمال المحيط الأطلسي. ومع ذلك، أشارت عمليات المحاكاة إلى أن الفيضان لمرة واحدة لا يمكن أن يتسبب على الأرجح في إغلاق الحالة الجديدة لمدة 1000 عام. بمجرد توقف الفيضان، ستتعافى أموك وستتوقف أصغر درياس في أقل من 100 عام. لذلك، كان إدخال المياه العذبة المستمر ضروريًا للحفاظ على AMOC ضعيفًا لأكثر من 1000 عام. اقترحت دراسة حديثة أن تساقط الثلوج يمكن أن يكون مصدرًا مستمرًا للمياه العذبة مما يؤدي إلى حالة ضعف مطولة من دوران انقلاب خط الزوال الأطلسي. تقترح نظرية بديلة بدلاً من ذلك أن التيار النفاث تحول شمالًا استجابة للتأثير الطبوغرافي المتغير لذوبان الصفيحة الجليدية في أمريكا الشمالية، مما أدى إلى هطول المزيد من الأمطار إلى شمال المحيط الأطلسي، مما أدى إلى إنعاش سطح المحيط بدرجة كافية لإبطاء الدورة الحرارية الملحية. هناك أيضًا بعض الأدلة على أن التوهج الشمسي قد يكون مسؤولًا عن انقراض الحيوانات الضخمة، لكن هذا لا يمكن أن يفسر التباين الواضح في الانقراض عبر جميع القارات.

### فرضية التأثير
المقال الرئيسي: فرضية التأثير درياس الأصغر.
تم اقتراح حدث تصادم يونغ درياس المفترض، والذي يُفترض أنه حدث في أمريكا الشمالية منذ حوالي 12900 عام، كآلية بدأت في تبريد يانجر درياس.
من بين أمور أخرى، تم الإبلاغ عن نتائج مواد الزجاج المذاب في الرواسب في ولاية بنسلفانيا وكارولينا الجنوبية وسوريا. يجادل الباحثون بأن المادة التي يعود تاريخها إلى ما يقرب من 13000 عام، تشكلت عند درجات حرارة تتراوح من 1700 إلى 2200 درجة مئوية (3100 إلى 4000 درجة فهرنهايت) نتيجة لتأثير بولييد. يجادلون بأن هذه النتائج تدعم فرضية حدود درياس الأصغر المثيرة للجدل (YDB) بأن تأثير بولييد حدث في بداية يونغ درياس. تم التشكيك في الفرضية في البحث الذي خلص إلى أن معظم النتائج لا يمكن تأكيدها من قبل علماء آخرين وأن المؤلفين أساءوا تفسير البيانات.
بعد مراجعة الرواسب الموجودة في المواقع، وجد بحث جديد أن الرواسب التي ادعى مؤيدو الفرضية أنها رواسب ناتجة عن تاريخ اصطدام بولييد من أوقات متأخرة أو أقدم بكثير من التاريخ المقترح للتأثير الكوني. قام الباحثون بفحص 29 موقعًا يشار إليها بشكل شائع لدعم نظرية التأثير لتحديد ما إذا كان يمكن تأريخها جيولوجيًا منذ حوالي 13000 عام. بشكل حاسم، ثلاثة فقط من هذه المواقع تعود بالفعل إلى ذلك الوقت.
تشارلز ر.كينزي وآخرون. نظرت في توزيع الألماس النانوي الذي تم إنتاجه أثناء الاصطدامات خارج الأرض: تم العثور على 50 مليون كيلومتر مربع من نصف الكرة الشمالي تحتوي على الألماس النانوي. توجد طبقتان فقط تظهران هذه الماسات النانوية: منذ 12800 سنة تقويمية وحدود العصر الطباشيري-الثالث، ومنذ 65 مليون سنة والتي تتميز بالانقراض الجماعي.
تم نشر دعم جديد لفرضية التأثير الكوني لأصل YDB في عام 2018. وهي تفترض اصطدام الأرض بشظية واحدة أو أكثر من مذنب أكبر (قطره أكثر من 100 كيلومتر) متحلل (استمرت بعض بقاياه في داخل النظام الشمسي حتى يومنا هذا). تم تقديم أدلة تتفق مع حرق الكتلة الحيوية على نطاق واسع (حرائق الغابات) بعد الاصطدام المفترض. يُستمد الدليل من تحليلات عينات اللب الجليدية والأنهار الجليدية والبحيرات والرواسب البحرية والتسلسلات الأرضية.
الأدلة التي تضيف إلى مصداقية هذه الفرضية تشمل البلاتين خارج الأرض، والذي تم العثور عليه في النيازك. هناك عدة مواقع حول العالم بها ارتفاعات في مستويات البلاتين يمكن ربطها بفرضية التأثير، منها 25 موقعًا رئيسيًا على الأقل. على الرغم من وجود معظم هذه المواقع في نصف الكرة الشمالي، إلا أن دراسة أجريت في أكتوبر 2019 وجدت وأكدت موقعًا آخر بمستويات عالية من البلاتين يقع في منطقة وندركراتير شمال بريتوريا في جنوب إفريقيا.
يتزامن هذا مع موقع بيلوكو في جنوب تشيلي والذي يحدث أيضًا أنه يحتوي على مستويات عالية من البلاتين وكذلك الكريات المعدنية النادرة والذهب والحديد عالي الحرارة الذي نادرًا ما يوجد في الطبيعة ويُشتبه في أنه مصدره الانفجارات الجوية أو الصدمات. هذه المناطق البلاتينية العالية في نصف الكرة الجنوبي تضيف إلى مصداقية فرضية تأثير درياس الأصغر.

### فرضية الاندفاع (بركان لاشر سي)
اندلع بركان لاشر سي في نفس الوقت تقريبًا مع بداية درياس الأصغر، وقد تم اقتراحه تاريخيًا كسبب محتمل. لاشر سي هي بحيرة مار، وهي بحيرة تقع داخل فوهة بركانية واسعة منخفضة الارتفاع يبلغ قطرها حوالي 2 كم (1.2 ميل). تقع في راينلاند بالاتينات، ألمانيا، على بعد حوالي 24 كم (15 ميل) شمال غرب كوبلنز و 37 كم (23 ميل) جنوب بون. تقع بحيرة مار داخل سلسلة جبال إيفل، وهي جزء من حقل شرق إيفل البركاني داخل فولكانيفيل الأكبر. كان هذا الثوران بحجم كافٍ، مع أكثر من 20 كيلومتر مكعب (2.4 متر مكعب) من التيفرا تسبب في تغير كبير في درجة الحرارة في نصف الكرة الشمالي.
تم رفض الفرضية بناءً على توقيت لاشر سي بالنسبة إلى أوضح علامات تغير المناخ المرتبط بحدث درياس الأصغر في العديد من رواسب البحيرات المتنوعة في أوروبا الوسطى. أدى هذا إلى تهيئة المشهد لتطوير فرضية تأثير درياس الأصغر وفرضية نبض المياه الذائبة. تم إحياء الاهتمام في عام 2014 عندما وضع البحث ثوران بركان لاشر سي في 12880 سنة قبل الميلاد، بالتزامن مع بدء تبريد شمال الأطلسي في يونغ درياس. على الرغم من أن حجم الثوران كان حوالي ضعف حجم ثوران جبل بيناتوبو عام 1991، إلا أنه احتوى على قدر أكبر من الكبريت، مما يحتمل أن ينافس ثوران بركان جبل تامبورا الكبير من الناحية المناخية عام 1815 من حيث كمية الكبريت التي تم إدخالها في الغلاف الجوي. توجد أدلة على أن ثورانًا بهذا الحجم ومحتوى الكبريت الذي يحدث أثناء الانحلال يمكن أن يؤدي إلى ردود فعل إيجابية طويلة المدى تشمل الجليد البحري والدوران المحيطي، مما يؤدي إلى سلسلة من التحولات المناخية عبر شمال المحيط الأطلسي والعالم. ظهر المزيد من الدعم لهذه الفرضية على شكل ارتفاع كبريت بركاني كبير داخل جليد جرينلاند، متزامنًا مع تاريخ ثوران لاشر سي وبداية التبريد في يونج درياس كما هو مسجل في جرينلاند. ربما تكون الرياح الغربية في منتصف خط العرض قد تتبعت نمو الجليد البحري جنوبًا عبر شمال المحيط الأطلسي حيث أصبح التبريد أكثر وضوحًا، مما أدى إلى تحولات مناخية تجاوزت الزمن عبر شمال أوروبا وشرح الفارق بين نهر لاشر سي تيفرا والأوضح (مشتق من الرياح) دليل على درياس الأصغر في رواسب بحيرة أوروبا الوسطى.
ومع ذلك، في عام 2021، تم إجراء المزيد من الأبحاث على وجه التحديد لتاريخ اندلاع البركان إلى 200 ± 21 عامًا قبل ظهور يونغ درياس، وبالتالي استبعد هذه الفرضية. وخلصت الدراسة نفسها أيضًا إلى ظهور يونغ درياس بشكل متزامن على كامل منطقة شمال الأطلسي وأوروبا الوسطى.
على الرغم من أن توقيت الثوران بدا متزامنًا مع بداية يونغ درياس، وأن كمية الكبريت المحتواة كانت كافية لإحداث تبريد كبير في نصف الكرة الشمالي، لم يتم اختبار الفرضية بعد بشكل كامل، ولا توجد محاكاة لنموذج المناخ. متاح حاليا.
الطبيعة الدقيقة للتعليقات الإيجابية غير معروفة أيضًا، ولا تزال هناك أسئلة بشأن الحساسية للمناخ المنحل تجاه التأثير البركاني للحجم ومحتوى الكبريت في ثوران لاشر سي. ومع ذلك، توجد أدلة على أن ردود فعل مماثلة بعد الانفجارات البركانية الأخرى يمكن أن تسببت أيضًا في أحداث تبريد مماثلة طويلة المدى خلال الفترة الجليدية الأخيرة، العصر الجليدي الصغير، والهولوسين بشكل عام، مما يشير إلى أن التعليقات المقترحة مقيدة بشكل سيئ ولكنها شائعة.
كما أنه من المحتمل لثوران لاشر سي أنه قد نتج عن تفريغ الغلاف الصخري المرتبط بإزالة الجليد أثناء الانحلال الأخير، وهو مفهوم تدعمه ملاحظة أن ثلاثة من أكبر الانفجارات داخل حقل شرق إيفل البركاني حدث أثناء الانحلال. بسبب هذه العلاقة المحتملة لتفريغ الغلاف الصخري، تقترح فرضية ثوران لاشر سي أن الانفجارات البركانية مثل انفجار لاشر سي الذي يبلغ 12,880 عامًا ليست معزولة في الزمان والمكان، ولكنها بدلاً من ذلك جزء أساسي من الانحلال، وبالتالي تشرح أيضًا وجود الأصغر. أحداث من نوع درياس خلال حالات نهايات جليدية أخرى.